# Micronemacheilus
Micronemacheilus is een geslacht van straalvinnige vissen uit de familie van de bermpjes (Nemacheilidae).

## Soorten
- Micronemacheilus bacmeensis Nguyen & Vo, 2005
- Micronemacheilus pulcher (Nichols & Pope, 1927)
- Micronemacheilus taeniatus (Pellegrin & Chevey, 1936)
- Micronemacheilus zispi Prokofiev, 2004